# Recyclage en France
 (février 2022).
La mise en forme du texte ne suit pas les recommandations de Wikipédia : il faut le « wikifier ».
Les points d'amélioration suivants sont les cas les plus fréquents. Le détail des points à revoir est peut-être précisé sur la page de discussion.
- Les titres sont pré-formatés par le logiciel. Ils ne sont ni en capitales, ni en gras.
- Le texte ne doit pas être écrit en capitales (les noms de famille non plus), ni en gras, ni en italique, ni en « petit »…
- Le gras n'est utilisé que pour surligner le titre de l'article dans l'introduction, une seule fois.
- L'italique est rarement utilisé : mots en langue étrangère, titres d'œuvres, noms de bateaux, etc.
- Les citations ne sont pas en italique mais en corps de texte normal. Elles sont entourées par des guillemets français : « et ».
- Les listes à puces sont à éviter, des paragraphes rédigés étant largement préférés. Les tableaux sont à réserver à la présentation de données structurées (résultats, etc.).
- Les appels de note de bas de page (petits chiffres en exposant, introduits par l'outil «  Source ») sont à placer entre la fin de phrase et le point final[comme ça].
- Les liens internes (vers d'autres articles de Wikipédia) sont à choisir avec parcimonie. Créez des liens vers des articles approfondissant le sujet. Les termes génériques sans rapport avec le sujet sont à éviter, ainsi que les répétitions de liens vers un même terme.
- Les liens externes sont à placer uniquement dans une section « Liens externes », à la fin de l'article. Ces liens sont à choisir avec parcimonie suivant les règles définies. Si un lien sert de source à l'article, son insertion dans le texte est à faire par les notes de bas de page.
- La présentation des références doit suivre les conventions bibliographiques. Il est recommandé d'utiliser les modèles {{Ouvrage}}, {{Chapitre}}, {{Article}}, {{Lien web}} et/ou {{Bibliographie}}. Le mode d'édition visuel peut mettre en forme automatiquement les références.
- Insérer une infobox (cadre d'informations à droite) n'est pas obligatoire pour parachever la mise en page.

Pour une aide détaillée, merci de consulter Aide:Wikification.
Si vous pensez que ces points ont été résolus, vous pouvez retirer ce bandeau et améliorer la mise en forme d'un autre article.
 (janvier 2019).

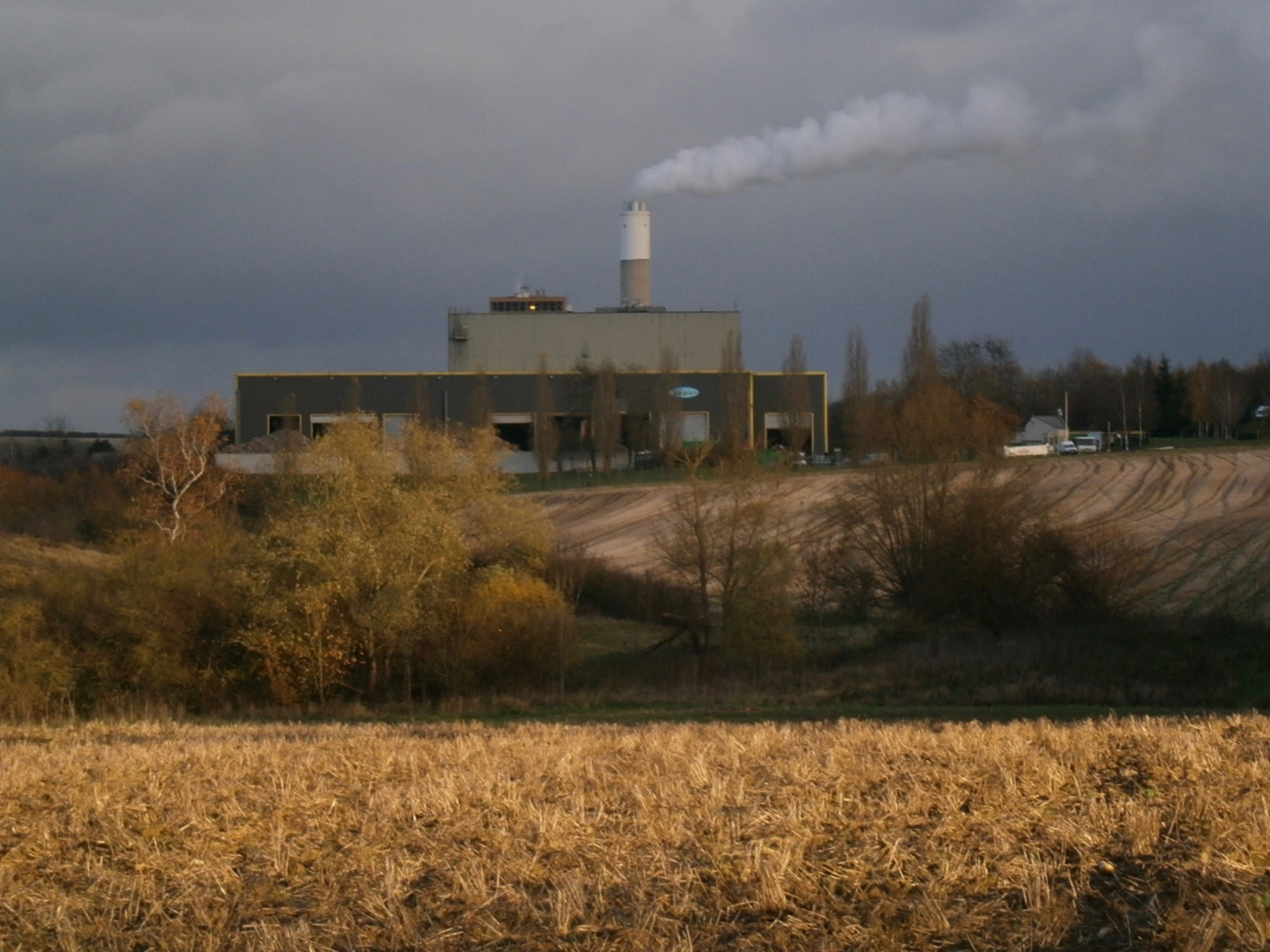
Usine d'incinération et centre de recyclage de Thiverval-Grignon (78)

Le recyclage des déchets est en France considéré comme un élément clé du développement durable en tant que l'un des piliers de l'économie circulaire.
Il est réglementé par plusieurs lois et décrets, qui doivent notamment appliquer la législation européenne.
Il est aussi encadré par des textes récents tels que la charte de l'environnement (promulguée en 2005) ou par le Grenelle de l'environnement.
La planification globale et le financement ont été transférés de la responsabilité des départements vers les régions, aidés par l'Ademe, mais la France a favorisé la privatisation du secteur des déchets, en confiant souvent la gestion à des groupes ayant aussi des intérêts dans le domaine de la gestion de l'eau ou de l'énergie. Longtemps - et notamment tant que le pétrole n'était pas cher - ces groupes industriels n'avaient pas d'intérêt particulier à favoriser la diminution des déchets à la source, ni le recyclage.
La demande sociale et surtout celle des ONG environnementales ont joué un rôle important dans le développement du recyclage et un début de lutte contre le gaspillage.
Les statistiques officielles (européennes et nationales) proviennent essentiellement de déclarations et n'incluent pas les DTQD (déchets produits en quantités dispersées, dont plusieurs millions de tonnes de gaz, fumées, plomb de chasse ou de ball-trap (plusieurs milliers de t/an en France), le mercure ou d'autres toxiques non retenus par les filtres des incinérateurs et d'autres déchets perdus dans la nature) certains déchets agricoles valorisés comme engrais (lisiers, fumiers, déchets verts agricoles...). Elles peuvent donc sous-estimer la réalité. Les données sur les déchets toxiques et assimilés sont lacunaires.

## Statistiques
Avec la prospérité économique, la France est devenue (par habitant) l'un des premiers producteurs de déchets au monde, et sa production de déchets ne cesse d'augmenter depuis les années 1900 (sans même tenir compte des déchets issus de produits agricoles et industriels fabriqués en France et exportés, qui finiront hors de France).
En 2018, la France a produit 342,4 millions de tonnes (Mt) de déchets soit en moyenne 5,1 tonnes par habitant. Cela fait de la France le deuxième pays de l'Union européenne en termes de quantité totale de déchets produits mais le treizième sur vingt sept en termes de production de déchet par habitants, dans la moyenne européenne.
Le secteur de la construction est le plus producteur de déchets, vient ensuite les ménages, puis le traitement et la dépollution des eaux et des déchets, l'industrie, le secteur tertiaire et enfin l'agriculture et la pêche. Tous déchets confondus, le taux de recyclage des déchets est de 66%. Ce chiffre est en augmentation par rapport à 2010 où il était de 60%.
Le coût lié aux dépenses de gestion des déchets a atteint en 2018 25,6 milliards d'euros. De 2010 à 2016, le coût de gestion des déchets municipaux a progressé de 11%, passant de 191 à 212 euros.
Le chiffre d'affaires du secteur français du recyclage est estimé à 8,147 milliards d'euros en 2016 (en légère diminution par rapport à 2015 : 8,3 milliards d'euros, lui-même en baisse de 6,6 % par rapport à 2014). Le coût des matières premières est resté bas et le nombre d'établissements a diminué, principalement « dans le Grand Nord-Ouest. » après une baisse en 2015, les effectifs son à nouveau en hausse (+2,5 % avec 26 750 employés en 2016, à 87 % en CDI), les investissements des entreprises (465 millions d'euros ; à 56 % pour des machines, 21 % dans des locaux, 12 % pour la logistique et 4 % dans l'informatique).
La Federec s’inquiète de la décision chinoise (annoncée à l'OMC le 18 juillet 2017) d'interdire l'import sur son territoire de 24 types de déchets dont certaines matières plastiques, scories (de vanadium), papier ordinaire non trié et de certains matériaux textiles. Avec le faible coût actuel des matières premières fossiles, cela pourrait freiner recycler 100 % du plastique et diviser par deux les déchets mis en décharge.
La Federec invite à soutenir et optimiser le recyclage (via notamment le certificat CO2) plutôt que l'enfouissement, développer les débouchés des matières, adopter de contraintes réglementaires d'intégration de matières recyclées dans les produits manufacturés.

## Typologie des déchets
En 2006, sur un total de 445,8 millions de t (Mt)  déclarées produites en France - hors déchets agricoles de type lisiers, fientes et fumiers qui sont un gisement  très important de déchets mais sont considérés comme fertilisants et non comme déchets dans les statistiques françaises récentes ;
- les 3/4 du tonnage étaient constitués de déchet minéral dont 359 Mt venaient du secteur BTP (construction, réhabilitation et travaux publics) ;
- 85,9 Mt étaient classés en déchets non dangereux ;
- 9,6 Mt étaient des déchets dangereux (dont 3 Mt venant du secteur BTP et 3,3 de l'Industrie).

En tonnage, le BTP est classé devant l’industrie, mais celle-ci produit 26,2 Mt dont 3,3 Mt sont des déchets dangereux.
Viennent ensuite les ménages (26,8 Mt dont 20 % sont en fait des déchets de type ordure ménagères, mais venant du tertiaire et collectés par les mêmes canaux.) puis le secteur tertiaire (transports, services…) qui en produit 24,1 Mt.

## Traitement des déchets

### Classement selon la dangerosité (en 2006)
- 75 % environ des déchets minéraux ont été récupérés ou réutilisés dans le secteur du bâtiment ou de la construction (en grave, fond de couche), en plus de déchets d'origine métallurgiques (laitiers...) également recyclés dans ce secteur. Des réflexions sont en cours pour faire des sédimatériaux, c'est-à-dire des matériaux de construction, à partir des sédiments les moins pollués curés dans les ports ou certains cours d'eau.
- 45 % (en tonnages) des déchets non dangereux ont été valorisés (recyclage ou incinération)
- 37 % (en tonnage) des déchets dangereux ont été valorisés (recyclage ou incinération), notamment par manque de décharges de classe I et difficulté à en ouvrir de nouvelles.
- Au total, 426,6 Mt ont été «traitées» (incinération, recyclage et mise en décharge).
- 19,2 Mt ne sont pas répertoriées.

### Classement selon la destination finale
Sur les 426,6 millions t de déchets acheminés vers les filières d’élimination :
- 264,8 millions sont recyclées ;
- 144,1 millions mis en décharges ;
- 0,18 million incinérés (dont seulement 0,1 avec récupération d’énergie).

Parmi ses spécificités, la France est aussi l'un des pays au monde qui a le plus de déchets radioactifs sur son territoire, dont une partie sont recyclés en combustible (MOX).

## Histoire
Jusqu'à l'ère industrielle, la plupart des déchets sont biodégradables et recyclés dans les champs et jardins. Au XIXe siècle, les égouts ont collecté de manière de plus en plus organisée les urines et excréments qui étaient d'abord envoyés dans les rivières et fleuves, puis vers des stations d'épuration. Chiffonniers et ferrailleurs récupérant tout ce qui pouvait l'être.
Au XXe siècle, les déchets des ménages, des communes et des industries sont pendant longtemps gérés par les communes elles-mêmes, aboutissant dans plusieurs dizaines de milliers de décharges d'ordures ménagères (de une à dix décharges par communes, voire plus, pour 36 000 communes environ).
Les guerres du XXe siècle et leurs séquelles puis les périodes de reconstruction ont été sources d'énormes quantités de déchets, dont une partie a été recyclée pour la reconstruction et le terrassement, sans précautions environnementales. Lors des deux guerres mondiales et durant les périodes de reconstruction qui ont suivi, le recyclage des métaux (dont munitions et armement) a connu un essor important avant de perdre de son importance durant les « Trente Glorieuses » notamment.
Certains déchets dangereux ont en France comme ailleurs en Europe, des années 1920 aux années 1960 été jetés en mer (munitions immergées, boues industrielles exportées en mer, clapages en mer de boues de curages portuaires et de fleuves, chenaux de canaux, incinérateurs flottants anglais, déchets radioactifs jetés en mer (par exemple dans la fosse des Casquets au nord de la Normandie..), jusqu'à ce que la convention de Londres mette un terme à ces pratiques ayant gravement pollué l'océan.
Le recyclage à échelle industrielle ne s'est vraiment développé en France que dans les années 1970 à la suite du premier choc pétrolier, avec la récupération du papier et du verre usagé, mais au détriment du système de consigne pour le verre.
L'AFME devenue l'ADEME (Agence) a fortement contribué, avec ensuite Éco-Emballages (à partir de sa création) et avec les conseils généraux et régionaux et certaines collectivités locales à développer le recyclage des déchets ; avec des budgets propres ou issus de taxes (éco-contribution volontaire ou TGAP) gérés par des écoorganismes. Ce sont souvent des collectivités qui ont été pionnières en termes de recyclage, avec notamment Dunkerque pour la mise en place du premier centre de tri sélectif. La méthanisation des déchets ménagers a démarré à grande échelle en France dans les années 1980 avec la méthode Valorga à Amiens, mais ne s'est ensuite que peu développée en France (de même pour les déchets agricoles, alors que des expériences danoise ou italiennes montraient la rentabilité et l'intérêt de ces process, pour les lisiers en particulier).

La filière méthanisation semble prendre un élan nouveau dans les années 2010 avec la biométhanisation.

## Économie circulaire dans la loi française
Le 14 octobre 2014, l'Assemblée nationale adopte, en première lecture, le texte de loi relative à la transition énergétique pour la croissance verte, défendu par la Ministre de l’Écologie, du Développement Durable et de l’Énergie Ségolène Royal, qui sera examiné en février par le Sénat. Ce texte comporte un titre IV (composé des articles 19 à 22) entièrement consacré à l'économie circulaire et aux déchets intitulé : « Lutter contre le gaspillage et promouvoir l'économie circulaire : de la conception des produits à leur recyclage ». C'est la première fois qu'un projet de loi définit et inscrit dans le code de l'environnement la notion d'économie circulaire. Celle-ci reprend les objectifs chiffrés fixes dans le cadre du Conseil national des déchets, à savoir, par exemple, une diminution des quantités de déchets mis en décharge de 50 % d’ici 2025 avec en plus de nouveaux objectifs comme le recyclage et le traitement des déchets issus du bâtiment de 70 % d’ici 2020. Pour y parvenir l’État prévoit d’agir, au niveau national, sur l’optimisation et l’homogénéisation des collectes ainsi que sur l’incitation au compostage des déchets organiques par les citoyens. Une autre mesure phare est l’inscription au code de la consommation du délit de tromperie pour obsolescence programmée. Ce projet permettra de responsabiliser tous les acteurs entrant dans le schéma de l’économie circulaire.
En 2015, la loi crée l'Article L110-1-2 précisant que le code a pour objet : « en priorité, de prévenir l'utilisation des ressources, puis de promouvoir une consommation sobre et responsable des ressources, puis d'assurer une hiérarchie dans l'utilisation des ressources, privilégiant les ressources issues du recyclage ou de sources renouvelables, puis les ressources recyclables, puis les autres ressources, en tenant compte du bilan global de leur cycle de vie ».
La loi relative à la transition énergétique pour la croissance verte du 17 août 2015 a un titre IV intitulé « Lutter contre les gaspillages et promouvoir l'économie circulaire : de la conception des produits à leur recyclage ». Les principales dispositions du texte sont relatives à l'élaboration d'un plan, aux objectifs de l'économie circulaire, à la prévention de la production de déchets, à des dispositions visant des objets particuliers, à des rapports à établir pour suivre et favoriser des expérimentations comme la consigne, à l'organisation administrative et aux responsabilités des différents acteurs (État, producteurs...).

### Élaboration d'un plan FREC (art. 69)
Le Gouvernement soumet au Parlement, tous les cinq ans, une stratégie nationale de transition vers l'économie circulaire, incluant notamment un « Plan de programmation des ressources » nécessaires aux principaux secteurs d'activités économiques, qui permet d'identifier les potentiels de prévention de l'utilisation de matières premières, primaires et secondaires,

### Objectifs de l'économie circulaire (art. 70)
L'économie circulaire vise à dépasser le modèle économique linéaire consistant à extraire, fabriquer, consommer et jeter en appelant à une consommation sobre et responsable des ressources naturelles et des matières premières primaires ainsi que, par ordre de priorité, à la prévention de la production de déchets. (art. 74) : la France a pour objectif de découpler progressivement sa croissance de sa consommation de matières premières. À cet effet, elle se fixe comme objectif une hausse de 30 %, de 2010 à 2030, du rapport entre son produit intérieur brut et sa consommation intérieure de matières. Dans le même temps, elle vise à une diminution de sa consommation intérieure de matières par habitant.

### Prévention de la production de déchets (art. 70 V)
Objectif général : priorité à la prévention et à la réduction de la production de déchets, en réduisant de 10 % les quantités de déchets ménagers et assimilés produits par habitant et en réduisant les quantités de déchets d'activités économiques par unité de valeur produite, notamment du secteur du bâtiment et des travaux publics, en 2020 par rapport à 2010.
Objectifs particuliers : augmenter la quantité de déchets faisant l'objet d'une valorisation sous forme de matière, notamment organique, en orientant vers ces filières de valorisation, respectivement, 55 % en 2020 et 65 % en 2025 des déchets non dangereux non inertes, mesurés en masse. Réduire de 30 % les quantités de déchets non dangereux non inertes admis en installation de stockage en 2020 par rapport à 2010, et de 50 % en 2025 ; valoriser sous forme de matière 70 % des déchets du secteur du bâtiment et des travaux publics en 2020. Réduire de 50 % les quantités de produits manufacturés non recyclables mis sur le marché avant 2020.
Quelques moyens envisagés :
- des expérimentations peuvent être lancées sur la base du volontariat afin de développer des dispositifs de consigne, en particulier pour réemploi, pour certains emballages et produits, afin de favoriser la conception écologique des produits manufacturés et d'optimiser le cycle de seconde vie des produits.
- coopération entre acteurs économiques à l'échelle territoriale pertinente dans le respect du principe de proximité
- Lutter contre l'obsolescence programmée des produits manufacturés grâce à l'information des consommateurs.

### Organisation administrative, institutionnelle, responsabilité des acteurs
- L'Agence de l'environnement et de la maîtrise de l'énergie remet tous les trois ans un rapport au Gouvernement sur la composition des combustibles solides de récupération et sur les pistes de substitution et d'évolution des techniques de tri et de recyclage.
- Le gouvernement remet au Parlement un rapport, (art. 80) dans un délai d'un an à compter de la promulgation de la présente loi (art. 80), sur la possibilité de convertir une partie des aides ou des allocations publiques versées sous forme monétaire aux personnes physiques en valeur d'usage, en application de l'économie de fonctionnalité. Au plus tard au 1er janvier 2017.
- Le Gouvernement remet au Parlement un rapport sur l'opportunité de l'extension de la durée de garantie légale de conformité de deux à cinq ans, voire à dix ans, pour certaines catégories ciblées de produits. L'État assure la mission de suivi et d'observation des filières de gestion de ces déchets.
- Le service public de prévention et de gestion des déchets fait l'objet d'une comptabilité analytique (art. 98).
- Le maire ou le président de l'établissement public de coopération intercommunale présente, respectivement, au conseil municipal ou à l'assemblée délibérante un rapport annuel sur le prix et la qualité du service public de prévention et de gestion des déchets, destiné notamment à l'information des usagers.
- Pour contribuer à l'efficacité du tri, les collectivités territoriales veillent à ce que la collecte séparée des déchets d'emballages et de papiers graphiques soit organisée selon des modalités harmonisées sur l'ensemble du territoire national.
- Tout professionnel qui commercialise des prestations d'entretien ou de réparation de véhicules automobiles permet aux consommateurs d'opter pour l'utilisation, pour certaines catégories de pièces de rechange, de pièces issues de l'économie circulaire à la place de pièces neuves[6].

## Loi anti-gaspillage pour une économie circulaire (loi AGEC)

Logo de la loi AGEC

La loi du 10 février 2020 relative à la lutte contre le gaspillage et à l'économie circulaire, ou loi AGEC est publiée le 11 février 2020, elle est complétée par une ordonnance du 29 juillet 2020 relative à la prévention et à la gestion des déchets. Les rapporteurs de cette loi sont les députées LREM Véronique Riotton et Stéphanie Kerbarh à l'Assemblée nationale et la sénatrice LR Marta de Cidrac au Sénat.
Les mesures inscrites dans ces textes visent notamment « à allonger la durée de vie des produits pour protéger le consommateur ; à soumettre de nouvelles catégories de produits à un régime de responsabilité élargie des producteurs ; à intégrer l'éco-conception, l'incorporation de matières recyclées, le réemploi et la réparation dans les pratiques des entreprises ; à trier plus et mieux les déchets ; à renforcer le tri, le réemploi et la valorisation des déchets du BTP. Cela afin de produire des bénéfices significatifs en matière de protection de l'environnement et du climat en permettant notamment de réaliser d'importantes économies d'émissions de gaz à effet de serre (GES) et économie d'énergie. »
La loi comprend six titres : le premier fixe les objectifs stratégiques de gestion et de prévention de la production de déchets ; le second est consacré à l'information du consommateur ; le troisième contient des dispositions tendant à favoriser le réemploi et la réutilisation ; le quatrième traite de la responsabilité des producteurs ; le cinquième de la lutte contre les dépôts sauvages ; le sixième titre contient des dispositions diverses.

### Objectifs stratégiques de gestion et de prévention de la production de déchets
L'ordonnance fixe l'objectif général de réutilisation ou recyclage : « augmenter la quantité de déchets ménagers et assimilés faisant l'objet d'une préparation en vue de la réutilisation ou d'un recyclage en orientant vers ces filières 55 % en 2025, 60 % en 2030 et 65 % en 2035 de ces déchets mesurés en masse. »
L'article 7 de la loi fixe l'objectif d'atteindre la fin de la mise sur le marché d'emballages en plastique à usage unique d'ici à 2040. Les objectifs intermédiaires à atteindre pour chaque période de cinq ans à venir sont fixés par décret.
L'article 9 indique que la France se dote d'une trajectoire nationale visant à augmenter la part des emballages réemployés mis en marché par rapport aux emballages à usage unique, de manière à atteindre une proportion de 5 % des emballages réemployés mis en marché en France en 2023, exprimés en unité de vente ou équivalent unité de vente, et de 10 % des emballages réemployés mis en marché en France en 2027. Un observatoire du réemploi et de la réutilisation est créé avant le 1er janvier 2021.
L'article 10 précise que la mise en décharge des déchets non dangereux valorisables est progressivement interdite ; l'objectif est aussi de réduire les quantités de déchets ménagers et assimilés admis en installation de stockage en 2035 à 10 % des quantités de déchets ménagers et assimilés.
L'article 11 vise à réduire le gaspillage alimentaire, d'ici 2025, de 50 % par rapport à son niveau de 2015 dans les domaines de la distribution alimentaire et de la restauration collective et, d'ici 2030, de 50 % par rapport à son niveau de 2015 dans les domaines de la consommation, de la production, de la transformation et de la restauration commerciale.

### Information du consommateur
L'article 13 de la loi fait obligation aux producteurs ou importateurs d'informer le consommateur des caractéristiques environnementales, notamment l'incorporation de matière recyclée, l'emploi de ressources renouvelables, la durabilité, la compostabilité, la réparabilité, les possibilités de réemploi, la recyclabilité et la présence de substances dangereuses, de métaux précieux ou de terres rares. Cette information est affichée sur l'emballage. En revanche, elle n'est pas accessible de manière structurée sur une plateforme ouverte à l'image des informations sur les caractéristiques des produits (cf. Open Food Facts). De manière analogue, celle-ci pourrait être accessibles de manière ouverte et gratuite via des API[source insuffisante].
L'article 14 prévoit une information spécifique pour les femmes enceintes : « Lorsque l'Agence nationale de sécurité sanitaire de l'alimentation, de l'environnement et du travail a émis des recommandations spécifiques à destination des femmes enceintes sur certaines catégories de produits contenant des substances à caractère perturbateur endocrinien, en tenant compte des risques d'exposition, le pouvoir réglementaire peut imposer aux fabricants des produits concernés d'y apposer un pictogramme ou d'avoir recours à un autre moyen de marquage, d'étiquetage ou d'affichage. »
L'article 16 rend obligatoire une information sur la réparabilité d'équipements : « Les producteurs, importateurs, distributeurs ou autres metteurs sur le marché d'équipements électriques et électroniques communiquent sans frais aux vendeurs de leurs produits ainsi qu'à toute personne qui en fait la demande l'indice de réparabilité de ces équipements ainsi que les paramètres ayant permis de l'établir. Cet indice vise à informer le consommateur sur la capacité à réparer le produit concerné. » L'article 19 rend obligatoire une information, pour les vendeurs, sur la disponibilité des pièces détachées : « Le fabricant ou l'importateur de biens meubles informe le vendeur professionnel de la disponibilité ou de la non-disponibilité des pièces détachées indispensables à l'utilisation des biens concernés et, le cas échéant, de la période pendant laquelle ou de la date jusqu'à laquelle ces pièces sont disponibles sur le marché. » L'affichage de l'« indice de réparabilité » des produits électroniques et électriques, calculé par les fabricants à partir de cinq paramètres, devient obligatoire à compter du 1er janvier 2021, en boutique comme en ligne.
L'article 19 étend la garantie dans certains cas : « tout produit réparé dans le cadre de la garantie légale de conformité bénéficie d'une extension de ladite garantie de six mois. Dès lors que le consommateur fait le choix de la réparation mais que celle-ci n'est pas mise en œuvre par le vendeur, le consommateur peut demander le remplacement du bien. »

### Réemploi et réutilisation
L'article 31 de la loi fait obligation aux opérateurs agroalimentaires de mettre en place, avant le 1er janvier 2021, une démarche de lutte contre le gaspillage alimentaire. Le gaspillage alimentaire est défini par l'article 35 comme étant « toute nourriture destinée à la consommation humaine qui, à une étape de la chaîne alimentaire, est perdue, jetée ou dégradée. » Lorsqu'un produit alimentaire comporte une date de durabilité minimale, celle-ci peut être accompagnée d'une mention, précisée par décret, informant les consommateurs que le produit reste consommable après cette date.
L'article 33 institue un label national « anti-gaspillage alimentaire » pouvant être accordé à toute personne morale contribuant aux objectifs nationaux de réduction du gaspillage alimentaire.
Pour les produits non alimentaires l'article 35 indique que « les producteurs, importateurs et distributeurs de produits non alimentaires neufs destinés à la vente sont tenus de réemployer, notamment par le don des produits de première nécessité à des associations de lutte contre la précarité et des structures de l'économie sociale et solidaire. ».
L'article 58 fait obligation, à compter de l’année 2021, à l’État, aux collectivités territoriales et à leurs groupements de consacrer au minimum 20 % de leurs dépenses de fournitures annuelles à des biens issus du réemploi ou de la réutilisation ou intègrent des matières recyclées.

### Responsabilité des producteurs
L'article 61 prévoit qu'au plus tard le 1er janvier 2030, les producteurs, metteurs sur le marché ou importateurs, responsables de la mise sur le marché d'au moins 10 000 unités de produits par an et déclarant un chiffre d'affaires supérieur à 10 millions d'euros, doivent justifier que les déchets engendrés par les produits qu'ils fabriquent, mettent sur le marché ou importent sont de nature à intégrer une filière de recyclage.
Afin de répondre à leur obligation de prévention et de gestion des déchets les producteurs s'acquittent de leur obligation en mettant en place collectivement des éco-organismes agréés dont ils assurent la gouvernance et auxquels ils transfèrent leur obligation et versent en contrepartie une contribution financière.

### Lutte contre les dépôts sauvages
Dans ce titre la loi précise les pouvoirs de police du maire ou du président du groupement de communes. Il fixer la nature et le montant des sanctions qui peuvent être prononcées et les procédures à mettre en œuvre.

## Rôle des collectivités territoriales

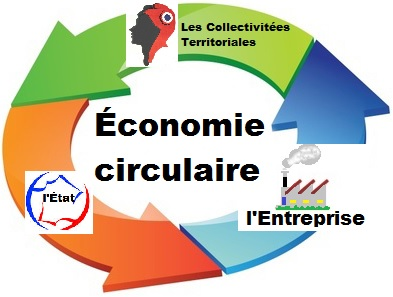
Cercle vertueux de l'économie circulaire en France.

La position des collectivités locales en matière d'économie circulaire est capitale et s'étend sur tout le territoire. De nombreuses politiques publiques s’exercent de manière partagée entre ces collectivités. De plus, dans le cadre de la libre administration des collectivités locales, les établissements décentralisés et/ ou déconcentrés animent les stratégies de développement économique. Ces dernières sont portées par le couple régions / intercommunalités, confortées par la loi MAPTAM,. À l’échelle nationale, l’importance de l’économie circulaire est revisitée à travers le projet de loi relatif à la transition énergétique pour la croissance verte. Ce projet de loi engage les collectivités locales et l’État à lutter contre le gaspillage alimentaire dans les services de restauration collective et scolaire. Il incite à la réutilisation des déchets organiques en compost pour les ménages.
Les appels à projets « zéro gaspillage, zéro déchet » lancés par le Ministère de l'Écologie, du Développement durable et de l'Énergie vise à « accompagner des collectivités volontaires dans une démarche exemplaire et participative de promotion de l’économie circulaire »
La réflexion autour de l'économie-circulaire est l'occasion de rassembler tous les acteurs locaux (collectivités, administrations, entreprises, associations, citoyens...) afin d’agir ensemble pour la dynamique territoriale et donc pour la préservation des emplois durables.
Quant aux rôles des élus locaux, ils sont multiples et peuvent se résumer entre autres en ces différents points :
- servir le développement économique de leur territoire ;
- encourager l'initiative locale (Exemple : le forum CICLE à Bordeaux, qui est organisé par Territoires&Co à l'initiative de l'économie circulaire)[19],[20] ;
- inciter l'innovation (Exemple : le groupe Egis lance un nouveau concept « l'infrastructure douce » pour une économie circulaire en ville)[19],[21] ;
- identifier, aider et de soutenir[22] les entreprises émergentes et les mettre en relation afin de développer les partenariats[23],[24] et donc, améliorer l'attractivité de leur territoire.

Il est important de noter que se lancer dans une stratégie d'économie circulaire, c'est mettre en place les conditions de relocalisation d'activités et accaparer des opportunités de nouvelles activités porteuses et créatrices d'emplois à la fois. La plupart des emplois créés par l'économie circulaire sont en très grande partie non délocalisables.
Le loi impose des obligations aux maires, ainsi en matière de déchets, l'ordonnance du 29 juillet 2020 précise que "le maire définit les règles relatives à la collecte des déchets collectés en application des articles L. 2224-13 et L. 2224-14 en fonction de leurs caractéristiques. Il impose les modalités de collecte séparée, y compris le cas échéant la présentation et le lieu de collecte, au minimum pour les déchets suivants :
« 1° Les déchets de papier, de verre, de métal et de plastique ;
« 2° Les déchets de fractions minérales, de bois et de plâtre pour les déchets de construction et de démolition ;
« 3° Les déchets de textiles et les déchets dangereux, à compter du 1er janvier 2025.
« Il impose également les modalités de collecte séparée, y compris le cas échéant la présentation et le lieu de collecte, pour les biodéchets remis au service public local, conformément à l'article L. 541-21-1 du code de l'environnement. »
La loi AGEC de 2020 implique les collectivités locales en matière de réemploi et de réutilisation.
Selon l'Agence de l’environnement de la maîtrise de l’énergie, la stratégie de l'économie circulaire renforce la compétitivité des entreprises.
L’institut estime que le rôle des collectivités s’articule sur ces quatre points :
- préserver l'emploi et favoriser l'attractivité territoriale ;
- encourager le pouvoir d'achat des acteurs (entreprises-ménages) et la réduction des coûts ;
- résilience du territoire et maîtrise des risques écologiques, qui en grande partie découlent de l'économie linéaire[28],[29] ;
- favoriser l'innovation et le développement.

Enfin, l’Ademe a mis en place sur sa plateforme un guide méthodologique du développement des stratégies régionales de l’économie circulaire dans le but d’aiguiller les responsables locaux.

## Acteurs du réemploi et/ou de la réutilisation
"Les structures de l’Économie Sociale et Solidaire (ESS), telles que le réseau Emmaüs, Envie ou le Réseau des Ressourceries,
Les acteurs de l'économie conventionnelle, telles que les sites Internet de mise en relation vendeurs/acheteurs, les revendeurs, les vide-greniers et brocantes, les dépôts-ventes et les journaux de petites annonces.
Les acteurs du Réemploi, les reconditionneurs, les réparateurs, les artisans réparateurs, les acteurs du Service Après-Vente.
Les acteurs publics qui soutiennent le développement des activités de réemploi et des acteurs territoriaux, telles que les collectivités dans le cadre des plans et programmes de prévention des déchets ;
Les acteurs qui s’inscrivent dans le dispositif de responsabilité élargie du producteur (éco-organismes, fabricants, importateurs, distributeurs) ;

Les consommateurs, contribuant au développement des pratiques du réemploi et de la réutilisation".
En 2019, Selon l’éco-organisme Citeo, quelque 70 % d’emballages ménagers ont été recyclés (3,631 millions de tonnes ont été recyclées, soit 104 000 tonnes de plus qu’en 2018). Une amélioration qui tient aux consignes de tri simplifiées.
En 2021, l’usine Renault de Flins (Yvelines) abandonne progressivement la production de véhicules pour devenir la première « Re-Factory » du constructeur, première usine européenne d’économie circulaire destinée à la mobilité. Elle sera organisée en quatre pôles : « Re-trofit » pour le reconditionnement des véhicules d’occasion, la conversion de véhicules utilitaires vers du biogaz ou de l’électrique et la fabrication de pièces devenues indisponibles grâce à l’impression 3D, « Re-energy » pour la réutilisation des batteries arrivées en fin de vie, « Re-cycle » pour la récupération des véhicules mis au rebut pour créer des pièces de rechange, « Re-start » : incubateur de startups et pôle de formation universitaire.

## Enjeux économiques et écologiques
A contrario de l’économie linéaire, qui a plus d’impacts environnemental en augmentant le gaspillage des ressources, l’économie circulaire représente de nombreux avantages, à la fois écologiques, sociales mais aussi économiques.

### Bénéfices écologiques
Ces bénéfices peuvent se traduire par :
- l’économie circulaire réduit la consommation de ressources naturelles et cela en réutilisant en boucles ces ressources en provoquant ainsi la dématérialisation de l’économie. Comme elle participe à la réduction des dépenses des entreprises[35]. Elle permettrait de réaliser une économie nette annuelle comprise entre 340 et 380 milliards de dollars en Europe et ce dans un scénario de transition. En revanche, on estime que ce chiffre pourrait éventuellement osciller entre 520 et 630 milliards de dollars par an dans un scénario avancé[36] ;
- l’économie circulaire favorise la réduction des émissions de CO2 [réf. nécessaire]. Concrètement, il s’agit de mettre en place une stratégie verte qui permettrait à la fois de produire tout en préservant l’environnement. À noter que le protocole de Kyoto a placé la lutte des émissions de CO2 comme étant un enjeu mondial. Dans ce sens l’économie circulaire pourrait être un outil incontournable ;
- selon la commission européenne, une meilleure gestion des déchets municipaux permettrait à l’Union européenne d’éviter l’émission de 92 millions de tonnes de gaz à effet de serre en 2020 par rapport à la situation de 1995.[réf. nécessaire]

Elle participe à l’optimisation de la consommation d’énergie, le recyclage en France a permis d’économiser environ 2,3 % de la consommation française totale d’énergie non renouvelable en 2006,.
En outre, les bénéfices écologiques de l’économie circulaire sont créateurs d’emplois et donc de richesse et pourraient à long terme faciliter la compétitivité des entreprises nationales.
Selon l'Agence de l'environnement (Ademe), la rénovation d'un bâtiment de logements mobilise 40 à 80 fois moins de matériaux que la construction à neuf : construire une maison individuelle mobilise en moyenne 1,2 tonne de matériaux par mètre carré, soit environ 40 fois plus que pour une rénovation. Dans les logements collectifs, il faut 1,6 tonne de matériaux pour bâtir un mètre carré de surface utile, soit environ 80 fois plus que pour rénover un vieil immeuble.

### Économie circulaire et durabilité
L’économie circulaire a pour objectif une gestion soutenable des matières premières non renouvelables. En durabilité forte les ressources non renouvelables ne doivent pas être prélevées. Des substituts renouvelables et durables doivent être utilisés. En durabilité faible l’objectif est de retarder de 100 ans ou de 200 ans l’épuisement des ressources primaires. Grâce au recyclage l’économie circulaire diminue les besoins nouveaux de matériaux.
L’efficacité du recyclage dépend de la durée de vie du produit dans lequel se trouve le matériau, du taux de recyclage et du taux de croissance des besoins nouveaux. Ainsi pour l’acier, le recyclage, pourtant particulièrement élevé, ne représente que moins d’un tiers des besoins nouveaux. Le fer a un temps de séjour moyen de 32 ans dans les produits où il est incorporé et le taux de croissance de sa consommation est de l’ordre de 3 %.
Pour retarder d’au moins 100 années l’épuisement des ressources, le modèle de Futuribles estime que le taux de recyclage doit représenter plus de 60 à 80 % des déchets et que la croissance annuelle des besoins de matériaux doit être inférieure à 1 %.

### Bénéfices économiques
- L’économie circulaire est porteuse d’emploi dans certains secteurs. Selon le Ministère français de la Transition écologique et solidaire[42], le secteur de la gestion des déchets représente plus de 135 000 emplois[43].
- Le recyclage de 10 000 tonnes de déchets nécessite jusqu’à 250 emplois contre 20 à 40 emplois pour l’incinération et 10 emplois pour la mise en décharge. En effet, le secteur de la gestion des déchets et du recyclage représente dans les 25 pays de l’Union européenne, entre 1,2 et 1,5 million d’emplois[44].
- L’économie circulaire constitue une aubaine en matière de compétitivité. Pour les entreprises, elle pourrait offrir des opportunités de développement des marchés nouveaux[45].
- Elle favorise la création d’emploi locaux, généralement non délocalisables (emplois dans l’économie sociale et solidaire) et ceux dans différents domaines. Ces emplois peuvent nécessiter des qualifications élevées et des compétences bien spécifiques[26].
- La réduction, l’impact de la hausse des prix et la sécurisation des sources d’approvisionnement en ressources naturelles[46]:

Un industriel peut diminuer l’impact de la hausse des prix et sécuriser ses sources d’approvisionnement en ressources naturelles et ce par la mise en place des boucles, de matières ou de produits.

## Recyclage des emballages
- Emballage alimentaire : 75 % est constitué de carton recyclé en essuie-tout, papier-toilette, papier-cadeau, plaques de plâtre. Les 25 % restants (polyéthylène et aluminium) devraient pouvoir être recyclés en intercalaires de palettes, ardoises, poteaux[47].
- Carton : les boites en cartons sont recyclables une dizaine de fois, sauf certaines encres ou des excès de colle.
- Boîtes de conserve. En France vers 2006, 55 % des boîtes en acier sont recyclées[47].
- Barquettes en aluminium. Peu d'incinérateurs savent le séparer. En France vers 2006, seulement 35 % des emballages en aluminium sont recyclés[47].

### Plastiques
En France, vers 2006, on ne recycle que les bouteilles et flacons en plastique, dont on fait des meubles de jardin, des pull polaires (27 bouteilles pour un pull), des tubes, tuyaux, revêtements de sol, flacons opaques non alimentaires. On parle de décyclage. 
Faute de filière on ne recycle pas les pots de yaourts, boîtes et barquettes en plastique, films transparents… Vers 2006, on ne recyclait que 20 % des emballages plastique (contre près de 100 % en Allemagne). En 2013, le taux de recyclage reste  médiocre selon l'Agence européenne pour l'environnement (AEE) notamment pour atteindre l'engagement des États-membres de l'UE qui est de recycler au moins 50 % de déchets ménagers et assimilés avant 2020).
La loi Anti-gaspillage pour une économie circulaire (Agec) du 10 février 2020 impose qu'au 1er janvier 2023 on mette dans le bac jaune 100 % des emballages plastiques et films. 44 millions de Français le font déjà, soit 65 % de la population, mais parmi les collectivités censées basculer en 2023, les deux tiers, représentant 14 millions de personnes, n'y parviendront pas faute de centre de tri adapté. En février 2022, pour tenir les objectifs de la loi Agec, Citeo a obtenu des pouvoirs publics de ne plus se limiter à un rôle financier de versement d'aides au recyclage du plastique. Un projet d'arrêté l'autorise à devenir propriétaire d'une partie des déchets plastique collectés, à la place des collectivités locales, afin de développer leur recyclage, en particulier le recyclage chimique. 
Malgré cette simplification récente des consignes de tri, en 2025, seuls 8 % des contenants en polystyrène (pots de yaourt et de compote) sont triés : 5 000 tonnes sur 60 000, les 55 000 tonnes restantes « finissent enfouies ou incinérées ». 
En 2022, Michelin investit 20 millions d'euros dans un accord de développement pour industrialiser le procédé de recyclage du polystyrène par micro-ondes de la start-up canadienne Pyrowave et construire en France la première usine de ce type, d'une capacité de 10 000 tonnes par an en phase 1 (20 000 tonnes en phase 2). 
La première usine de recyclage chimique du polystyrène doit ouvrir en Belgique en 2025. Elle devrait permettre pour la première fois d'éviter le décyclage : le matériau issu de ce procédé devrait avoir « les mêmes propriétés que la version vierge », ce qui signifie qu'elle permettrait de « transformer les pots de yaourt usagés... en nouveaux pots de yaourt ». 

## Recyclage du papier
L'éco-organisme compétent est EcoFolio (devenue Citeo après fusion avec Eco-Emballages) dont le champ d'intervention a en 2008 été élargi au publipostage, à l’encartage non annoncé au sommaire, aux magazines de marque, aux imprimés B to B et aux publications d’entreprise (qui ont obtenu une dérogation jusqu’au 10 juillet 2009 pour déclarer à Ecofolio les tonnages qu'ils ont mis sur le marché en 2008 afin  de les acquitter de leur éco-contribution. Pour rappel, les émetteurs d’imprimés papier ont l’obligation de contribuer à la collecte, la valorisation et l’élimination des déchets via une éco-contribution volontaire, sous peine d’être redevable de la TGAP.
En 2010, la consommation de papier des entreprises est importante. Avec 70 à 85 kg par an, un employé français consomme trois fois plus de papier que la moyenne mondiale. Seulement 20% est recyclé et 7% du papier utilisé dans les entreprises provient du recyclage. En 2017, la norme d’archivage numérique NF Z42-026 permet aux entreprises de ne garder que les « copies conformes » numérisées(factures, documents administratifs et fiscaux, contrats commerciaux, courriers). Les entreprises font un pas vers la diminution du stock de papier pour les archives. La version papier des originaux devient candidate au recyclage.
Jusqu'en 2021, l'usine de la Chapelle Darblay du groupe papetier finlandais UPM, situé à Grand-Couronne près de Rouen, récupérait 350 000 tonnes de journaux, revues, magazines et prospectus via 350 contrats passés avec des collectivités représentant 24 millions de personnes. Cette usine est un maillon essentiel de  l'économie circulaire du papier en France, elle représente 40% de la capacité de recyclage française,. Employant 230 salariés, arrêté en juin 2020, le site sera maintenu en état de marche par UPM jusqu'en juin 2021, sa fermeture définitive serait un échec industriel et écologique, cette fermeture met en péril la filière du recyclage papier en France, son remplacement serait localisé à l'étranger.
En 2022, la métropole de Rouen confirme sa décision de préempter le site de la papeterie d’UPM, fermée depuis 2020 mais non démantelée et ouvre la voie au maintien de l’activité historique de transformation et de recyclage de papier. La démarche juridique de la métropole vise à annuler la vente de la papeterie au consortium Samfi Invest-Paprec. Le prix de l'ensemble des biens immobiliers constitutifs du site industriel de la Chapelle Darblay sur la commune de Grand-Couronne et Petit-Couronne est de 5 Millions d'Euros. L’objectif de continuité d’une activité industrielle papetière et de ses activités de recyclage impose d’élargir le périmètre de cette acquisition à celui des autres outils de production et équipements nécessaires dont la valeur a été arrêtée en accord avec UPM France à un montant global de 3 Millions d'Euros. Le consortium Véolia/Fibre Excellence s’est porté candidat pour reprendre l’exploitation et prolonger le développement de l’usine de la Chapelle Darblay, en répondant aux enjeux industriels et environnementaux de la Métropole. La revente de l’ensemble 8 Millions d'Euros (9,6 millions d'euros TTC) par la Métropole au consortium d’industriels en fait une opération blanche pour la Métropole aux frais près. Cette reprise ouvre la porte à la relocalisation en France du recyclage papier qui avait été transféré en Belgique et en Allemagne,,.
En 2020, selon Citeo, le taux de recyclage des papiers graphiques en France est de 61%.

## Recyclage des métaux
Le plomb, le zinc et l'aluminium étaient informellement recyclés depuis longtemps. Les impacts environnementaux négatifs du recyclage ont été amplifiés par le manque de filières organisées et écologiquement soutenables, alors que la délocalisation du traitement des déchets en diminuait la transparence et la traçabilité.
Le recyclage des métaux a été et reste source de pollutions graves (recyclage du plomb et a été fortement délocalisée depuis la fin du XIXe siècle (il n'y a plus de capacité importante de recyclage du plomb en France), même pour les déchets militaires.

## Recyclage de l'électronique
La loi européenne oblige les distributeurs à intégrer le coût de reprise des vieux équipements contenant des puces ou de l'électronique, comme les chargeurs de batteries de téléphones ou d'appareils photo numériques, télécommandes, câbles péritel ou ordinateurs déclassés, via la création d'une éco-contribution au prix d'achat des appareils électroniques. Cette loi permet de récupérer jusqu'à hauteur d'environ 80% du total contenu les métaux ferreux, ou non- ferreux, comme l'aluminium et le cuivre mais aussi le plastique, voire le verre dans certains cas.
Au cours de l'année 2017, près de 750 000 tonnes d'équipements électroniques ont pris le chemin de l'un des 25 000 lieux en France où ils peuvent être collectés et traités, car des organismes sont rémunérés pour les  recycler. Parmi ces  points de collecte, des supermarchés, des magasins d'électroménager, et des déchetteries. Plusieurs sites Internet permettent au grand public de trouver les points de ces collectes situés les plus proches de chez eux, via un moteur de recherche comme celui de l'ADEME  ou celui de Eco-systèmes .
En France, environ  72 millions de smartphones sont inutilisés, soit plus d'un par habitant (1,08) et  plus que leur nombre « en activité » (0,89 par habitant), selon une étude publiée par reBuy, société experte en rachat et reconditionnement. Le ratio de portables non-utilisés est très variable selon les pays d'Europe : en Suède, Finlande, Lituanie, Estonie et Royaume-Uni, il dépasse 1,2, bien plus que pour l'Allemagne (1,02), la Pologne (0,76), les Pays-Bas (0,77) ou la Hongrie (0,83). Dans ces derniers pays, près de la moitié des utilisateurs communiquent avec des appareils de seconde main. Aux États-Unis, la valeur des métaux utilisés dans les téléphones et réutilisables dépasse 560 millions d'euros et le potentiel est important aussi en Europe selon l'étude re-Buy, avec près de  214 millions d'euros en Allemagne, 210 millions au Royaume-Uni et 184 millions en France.
Pendant la période de confinement généré par la crise du Covid 19 en 2020, Emmaüs et Envie ont stoppé leurs activités et le principe de reprise d'un ancien équipement à l'achat d'un neuf, normalement obligatoire, a été mis de côté en raison du fait que l'immense majorité des déchetteries publiques a été fermée, ainsi qu'une partie des centres de tri d'emballages. Ecosystem a conseillé fermement aux consommateurs de ne pas emporter d'appareil à recycler lors de leurs achats en grande surface.
La récupération des câbles électriques est faite le plus souvent par des sociétés spécialisées dans le recyclage. Alors que sa gaine est en plastique, le cœur du câble contient des fils métalliques, principalement en cuivre, mais qui peuvent également être composés par d'autres métaux comme le plomb, l'étain, l'aluminium, le fer, le nickel, le zinc et le phosphore. Certains sont triés selon la nature du métal, grâce à un principe magnétique puis broyés en granules ou copeaux pour être réutilisés en fonderie. L'industriel lyonnais Nexans a créé en 2017 son service de recyclage, avec des conteneurs vides pour les déchets en vrac, service visant à réserver aux installateurs, distributeurs, exploitants de réseaux, équipementiers, fournisseurs de ressources et sous-traitants une compensation financière en échange.
La presse française s'est aussi investie. Le Monde a créé en 2013 des "Prix de l’innovation urbaine", avec un comité de sélection composé d'experts des mutations urbaines qui font remonter de partout dans le Monde des projets présentés à un jury. L'un des lauréats, en 2020, est celui basé depuis 2013 à Accra (Ghana) et baptisé "Agbogbloshie Makerspace Platform", installé dans une des plus grandes décharge réservées à l’électronique au monde, qui accueille en grande partie des ordinateurs, téléphones et télévisions des pays développés. Dans la catégorie « Participation citoyenne », ce projet met en application les théories de Yona Friedman y, pour des villes construites et improvisées par les usagers, en le croisant avec l'apprentissage des techniques déjà éprouvées consistant à  désassembler des déchets électroniques.

## Recyclage du verre
En France vers 2006, 6/10 des emballages en verre sont jetés dans les bacs de la filière de recyclage (contre 9/10 en Europe du Nord). Le verre est coûteux en CO2, mais recyclable à l’infini. Une bouteille sur deux est fabriquée à partir de verre recyclé.
En 2017, le verre concerne la moitié du poids annuel des déchets ménagers, soit 2,3 millions de tonnes par an, et représente 1200 emplois en France (2017).
Jusque dans les années 1960 et l'arrivée des emballages à usage unique très polluant, la consigne prévalait concernant les récipients en verre (majoritairement les bouteilles). Elle permettait ainsi une cinquantaine de réutilisations d'une même bouteille. La consigne existe toujours pour un tiers des bouteilles ; cela concerne celles passées par les circuits de distribution professionnels (bars, restaurants).
De nos jours, une bouteille en France est recyclée en étant brisée fondue dans un four à 1 500 °C afin d'obtenir une nouvelle pâte a verre prête à être moulée. Une étude menée en Alsace et reprise par la fondation Nicolas Hulot a permis d'estimer les bienfaits de la consigne par rapport à la refonte des bouteilles : 75 % d’économie d’énergie et 33 % d’économie d’eau. Le succès de cette expérimentation existe car elle concerne majoritairement des circuits courts et que les acteurs de la filière jouent le jeu.

## Recyclage des déchets du BTP
Alors que certains métaux précieux commencent à manquer et que d'autres sont gaspillés, la tendance est à l'écologie industrielle et à l'économie circulaire, ou le déchet de l'un devenant la ressource d'un autre, ce qui est rendu difficile par une filière restée longtemps informellement organisée et parfois peu respectueuse de l'environnement.
- La transposition[73] de la Directive Européenne cadre-déchets (décembre 2008) cadre le recyclage et la valorisation par un texte général et trois textes secondaires.
- Un arrêté (28 octobre 2010) précise le cadre juridique de l'admission et traçabilité des déchets inertes (verres, pavés, pierre, terre, sables, gravats, tuiles, béton, ciment, carrelage, n'ayant pas subi de transformation, non souillés par des peintures ou produits toxiques), pour les installations de stockage (ISDI ; installation de stockage de déchets inertes) dès l'entrée dans l'installation et jusqu'au réaménagement après exploitation (réhabilitation écopaysagère), prévention des nuisances sonores et des émissions de poussières, un plan d’exploitation et de signalisation et  télé-déclaration (couverture finale, plan topographique). il rappelle aussi l'interdiction de brûlage.
- Un décret (31 mai 2011) impose aux maîtres d'ouvrage de faire réaliser un diagnostic des déchets issus de travaux de démolition de bâtiments de plus de 1 000 m2, afin de mieux trier et diriger les déchets vers les filières ad hoc pour recyclage, valorisation ou enfouissement.
- Un décret (11 juillet 2011) impose des PPGD (plans de prévention et de gestion des déchets du BTP) et la sortie de statut des déchets. Ces plans contiennent des objectifs de recyclage et de valorisation-matière, des priorités pour atteindre ces objectifs, des objectifs et évaluations en termes de capacités d'installations existantes ou à créer pour gérer ces déchets. Chaque exploitant aura une déclaration annuelle à faire à l'administration sur la nature et la quantité des substances quittant ses installations et tient un registre chronologique de la nature du traitement et de l’expédition des substances.

| Déchets de matériaux de construction | Type d'élimination                                        |
| --- | --------------------------------------------------------- |
| Béton, briques, tuiles et céramiques (et bétons revêtus de colles amiantées). Mélanges de béton, briques, tuiles et céramiques (ne contenant pas de substances dangereuses). Verre (ne contenant pas de substances dangereuses). Mélanges bitumineux ne contenant pas de goudrons. Terres et cailloux, boues de dragage et ballast de voie (ne contenant pas de substances = dangereuses). Matériaux minéraux d'isolation : laine de verre, de roche et de laitier, verre expansé | Décharge de classe 3 ou recyclage                         |
| Matériaux de construction à base de gypse (ne contenant pas de substances dangereuses) : carreaux de plâtre, plaques de plâtre, enduit plâtre. | Décharge de classe 3 (en alvéole spécifique) ou recyclage |
| Déchets de construction et de démolition en mélange ne contenant pas de substances dangereuses et ne contenant que des déchets minéraux | Décharge de classe 3 ou recyclage                         |

## Recyclage des panneaux solaires
Soren est l'éco-organisme agréé par les pouvoirs publics pour coordonner la filière du recyclage des panneaux solaires. En 2023, 5 207 tonnes ont été récupérées, en hausse de 35,3 % par rapport à 2022, soit environ 260000 panneaux. L'objectif est d'au moins 40 000 tonnes en 2030, de 150 000 tonnes en 2040, et d'environ 300 000 tonnes en 2050. La durée de vie d'un panneau est estimée de 20 à 30 ans. Selon un rapport de l'Agence internationale de l'énergie, 70 % des besoins en argent de la filière photovoltaïque pourraient être couverts par le recyclage, 20 % pour les besoins de silicium et de cuivre. La montée en charge de la filière est freinée par le développement d'un marché de la seconde main des panneaux solaires, un marché non réglementé. De ce fait, le taux de collecte s'élève seulement à 60 %, à comparer à un objectif de 85 %. Plus de 40 % des panneaux sont revendus à l'étranger.

## Recyclage de l'industrie et de l'agriculture

### Secteur industriel
Les industriels recyclent en interne (dans le processus) ou entre eux une partie importante et croissante de déchets qui étaient autrefois envoyés en décharge (interne ou externe).
Un des principes de ce qu'on appelé l'écologie industrielle veut que le déchet de l'un soit la matière première de l'autre. Il fonctionne d'autant mieux que les produites ont été écoconçus.

### Secteur agricole
Les déchets de type lisiers, fientes et autres fumiers issus de l'élevage sont valorisés par l'agriculture elle-même, avec un cadre réglementaire qui s'est précisé depuis les années 1970.
Ce secteur « valorise » en outre parfois :
- Une partie des boues de stations d'épuration des eaux urbaines ou industrielles et certains effluents. À titre d'exemple, les effluents de la station d'épuration d'Achères (Yvelines) - la seconde au monde en taille, après celle de Chicago (États-Unis) - étaient autrefois directement épandus sur les champs. Cette station créée en 1940 traite les eaux usées d'environ 8 millions d'habitants et de 180 communes d'Île-de-France. Aujourd'hui ce sont environ 140 000 tonnes de boues brutes déshydratées qui y sont annuellement produites.
- des déchets industriels, issus de la métallurgie notamment (matériau de remblai, de chemins de remembrements...)
- L'agriculture biologique est plus exigeante à l'égard des matériaux qu'elle recycle (compost, déchets verts qui proviennent généralement de sa propre production)

## Recyclage des vêtements en France
La France est pionnière dans la collecte sélective des textiles, son histoire étant marquée par celle des chiffonniers, ancêtre des premiers centres de tri. Elle ne collectait plus que 249.000 tonnes de déchets textiles en 2019, car elle a perdu du terrain et l'Europe du Nord en génère 4,7 millions de tonnes par an à elle seule. L'Europe généralisera la collecte en 2025. Une partie des textiles est revendue dans des magasins ce qui pèse 600000 tonnes de textile par an en France pour un total de 2,5 milliards de pièces. Mais seulement 58 600 tonnes ont été effectivement revendus comme vêtements en France en 2016. Mais le tonnage de déchets textile triés stagnait à la fin des années 2010 et cette masse diminue car les particuliers revendent en ligne les meilleurs vêtements ce qui fait que la partie la plus facilement revendable, celle qui pèse 30 % des recettes en France, est tombée de 8 % à 5 % de la collecte en seulement trois décennies.
La collecte se fait à 85% via environ 45614 points d’apports volontaires disposés sur le territoire, en général à proximité de nombreux habitants des villes. Leur nombre a augmenté de 10 000, entre 2014 et 2018, soit en 4 ans. Le don aux associations représente 10,6 %, la reprise en magasin seulement 2,5 % et la collecte à domicile 1,8 %.
Environ 32% des vêtements ainsi collectés sont effilés ou déchirés pour en faire de simples chiffons, du rembourrage ou de l’isolation acoustique ou thermique, voire, pour 7,5% des combustibles. La difficulté est augmentée pour les fibres textiles composites ou mal identifiées. Parmi les solutions, automatiser le tri grâce à des équipements identifiant la vraie composition des fibres textiles, compte tenu du fait que 41 % des étiquettes sont fausses.
Les coûts sont très divers selon les étapes du recyclage et peuvent varier fortement selon la qualité de l'organisation. Celui de la collecte est d’environ 400 €/t, quatre fois plus élevé que celui du tri (100 €/t). Le coût de revente, parfois le plus important de loin, varie fortement, il peut aller de 500 à 4 500 €/t pour la réutilisation, selon la qualité des déchets, mais n'est que de 300 €/t pour les chiffons et de 150 €/t pour l’effilochage. Le manque de visibilité sur les perspectives de la filière a découragé les embauches dans les centres de tri. Les opérateurs de tri, dont 52 sont français, sont conventionnés par Eco TLC en fonction de la qualité du processus et sa fiabilité pour les encourager à investir et recourir en partie à la technicité.
La crise du Covid 19 a rendu cette situation plus difficile. Selon un témoignage du plus gros acteur français, Le Relais, dans Les Echos, le  soutien financier, versé à la tonne triée, par Refashion, a permis de face face aux lenteurs créées par la crise du Covid 19, mais seulement 5 % de la collecte est revendue au grand public dans des magasins en France, en raison du manque de capacité de stockage et environ 80 % des produits sont exportés, en Afrique et en Asie.
La quantité de vêtements collectés en France progresse dans les années 2010. Dans son rapport d’activité en 2016, l'organisme Eco TLC estimait que 210 000 tonnes de textile avaient été collectées en France en 2016, soit environ 3,2 kg de textile par habitant et une hausse de 8% par rapport à 20150.
Les organismes solidaire, pionniers, ont été rejoints par des marques comme Camaïeu, H&M ou Bonobo. Le groupe de prêt-à-porter Happy Chic créé Gentle Factory, filiale spécialisée dans la fabrication de vêtements en textile recyclé à 30 %, mixé avec 30 % de fibres textiles biologiques. Les Récupérables, autre marque de vêtements française, utilise elle des vêtements usés, des fin de séries, des linges de maison et des tissus d’ameublement.

## Recyclage de l'eau
Des stratégies de récupération des eaux pluviales et de recyclage des eaux grises ou de lavage sont testées ou encouragées depuis peu

## Freins et limites au recyclage et marges de progrès
- Le recyclage n'a pas fait l'objet de directives ou réglementations contraignantes,
- À la différence de ce qui se passait en Allemagne, Belgique ou Pays-Bas, la place ne manquait pas pour les décharges en France, et même après leur interdiction, elles ont finalement souvent été tolérées ou des dérogations ont été accordés aux collectivités qui étaient en retard sur leurs programmes de recyclage.
- L'écoconception n'a pas été imposée ni très encouragée par les pouvoirs publics. Elle n'a pas non plus été volontairement développée par la plupart des producteurs de biens et services. Ceci fait que la traçabilité, le démontage facile, la réutilisation ou la réparation ont généralement été découragés au profit du "jetable". Une très faible part des plastiques est ainsi recyclée. Une grande quantité de gadgets et produits de consommation courante contenant des colorants ou composants toxiques, des batteries, ou des piles sont jetés dans les poubelles et contribuent à polluer les fumées et refioms des incinérateurs.

Les déchets ménagers contenaient 39 % d'emballages en 1993 contre 32 % 15 ans plus tard. Selon le planétoscope La collecte sélective récupère de mieux en mieux les magazines, cartons et journaux, mais n'en valoriserait que 50 % environ pour recyclage. « Il reste encore 150 kg d'ordures, par an et par habitant, qui pourraient faire l'objet de gestes pour l'environnement ».
Des freins sociopsychologiques semblent exister dans le domaine des déchets, où l'on préfère parfois ne pas savoir où et comment finissent nos déchets. Ces blocages peuvent aussi concerner des solutions alternatives telles que la récupération des eaux pluviales, les toilettes sèches et la valorisation in situ ou en boucle courte des excréments, voire le compostage qui soulève parfois des réactions de type « Nimby».

## Droits de l'Union européenne
Un règlement européen impose à la France de publier chaque année pour Eurostat (Office statistique des communautés européennes) un rapport sur la production et le traitement des déchets 
La France a souvent été parmi les pays appliquant mal la législation européenne concernant les nitrates et phosphates (notamment perdus par les stations d'épuration et de structures agricoles, qui pourraient mieux l'éviter ou le recycler) et la législation sur le déversement de substances dangereuses dans l'eau et sur les déchets des véhicules hors d'usage (arrêt du 1er juillet 2004). La Commission européenne a menacé la France de sanctions financières si elle n'appliquait pas mieux ces directives européennes.